# Békés Márton
Békés Márton (Szombathely, 1983. január 6. –) magyar jobboldali publicista, történész, a Terror Háza Múzeum kutatási igazgatója, a Kommentár folyóirat főszerkesztője. A Savaria Skins újfasiszta csoport egykori tagja.

## Munkássága
Az Eötvös Loránd Tudományegyetemen diplomázott történelem és politológia szakokon, majd 2012-ben történelemből PhD fokozatot is szerzett. Disszertációja már négy évvel védése előtt megjelent a Fideszhez köthető Századvég Alapítvány gondozásában Az amerikai neokonzervativizmus címmel. 2009 és 2014 között a Hír TV Ősök tere és Retrográd történelmi magazinműsorainak főszerkesztője volt. 2017-től az Echo TV Tegnapi történelem műsorának rendszeres vendége. Jelenleg a Terror Háza Múzeum kutatási igazgatója, illetve Markó György távozása óta a szintén a Közép- és Kelet-európai Történelem és Társadalom Kutatásáért Közalapítványhoz tartozó Kommunizmuskutató Intézet igazgatója.

### A Terror Háza Múzeum kutatási igazgatójaként
A Terror Háza Múzeumban részt vesz a különböző ideiglenes kiállítások megszervezésében, illetve a Múzeumot fenntartó Intézet különböző konferenciáin, kerekasztal-beszélgetésein. A XX. Század Intézet munkatársaként 2014-től részt vett az első világháborús, évfordulós rendezvények szervezésében. Több kiállítás létrehozásában is részt vett (Először szabadon, Rabszolgasorsra ítélve, békéssámsoni Szabadság háza, 1956 – A szabadságért és a függetlenségért), a Várkert Bazárban 2015 júliusában megnyitott Új világ született – Európai testvérháború 1914–1918 című tárlat egyik kurátora volt. Az Intézet egyik legsikeresebb eseménysorozatának, a Frontmozinak is szervezője, ennek keretén belül rendszeresen vetítenek az első világháborúról szóló játékfilmeket.
2010 és 2014 között a Jobbklikk internetes portál szerkesztője volt. A Kommentár című folyóirat szerkesztőségi főmunkatársa. Több folyóiratban, többek között a Kommentárban, a Századvégben, a Nemzeti Érdekben és a Filmvilágban jelentek meg írásai. Fő kutatási területe a 20. század eszmetörténete, a magyar legitimizmus és az amerikai konzervativizmus története. Eddig öt önálló könyve jelent meg; a legutóbbi 2016-ban Gerillaháború címmel. További hét kötetet szerkesztett, másik két könyvet pedig társszerzőkkel jegyez.
A 2017-es 88. Ünnepi Könyvhétre jelent meg a Gerillaháború. A fegyveres felkelés elmélete és gyakorlata című kötete, melyet a Terror Háza Múzeumot is fenntartó közalapítvány adott ki. A könyv előszavának szövege megjelent Schmidt Mária blogján, a Látószög blogon is. A kötetről a Pesti Srácok Polbeat című vlogjában Huth Gergellyel és Szarvas Szilveszterrel beszélgetett 2017. július közepén. Itt Szarvas kérdésre azt a véleményt fejtette ki, hogy amíg az ISIS terroristái civil célpontok ellen intéznek támadást Európában, addig ezek az akciók terrortámadásnak nevezhetők, de ha már a Közel-Keleten harcolnak, akkor az már gerilla-háborúnak minősíthető. Békés szerint a globális klímaváltozás és a különböző közel-keleti (polgár)háborúk elől a globalizáció hatására egyre nagyobb számban elmenekülők, illetve a különböző ázsiai országokból érkező gazdasági bevándorlók ugyanannak a nagy világpolgárháborúnak a résztvevői.

### A Kommunizmuskutató Intézet élén
Markó Györgyöt követte az Intézet élén.

## Politikai nézetei
Békés Márton több nyilatkozatában jellemezte magát jobboldalinak, Orbán-hívőnek vagy Fidesz-szavazónak. 

### Vita Stefano Bottonival
Stefano Bottoni, az MTA munkatársa 2018 januárjában vitába keveredett Békéssel. Itt Bottoni megkérdőjelezte Békés azon állítását, miszerint Közép–Kelet-Európa szellemi vagy kulturális tartalékokkal bírna Nyugat-Európához képest. Szerinte vitatható, hogy Közép- és Kelet-Európa vallásosabb vagy erősebb családmodellű lenne, erősebb volna ott a civil társadalom vagy a polgári öntudat, önszerveződés. Békés erre válaszában kiemelte, hogy Orbán Viktornak és kormányának hatalmas az előnye a nyugattal szemben a migrációs politika terén. Békés szerint Orbán erős és karizmatikus vezető, és ezért rá nem négy, hanem még 12-16 évig lenne szükség.

## Könyvei
- A becsület politikája – Gróf Sigray Antal élete és kora (2007)[m 1]
- Amerikai neokonzervativizmus – Egy kisiklott ellenforradalom (2008)[m 2]
- A hagyomány forradalma – Németh László politikája (2009)[m 3]
- Az utolsó felkelés (2014)[m 4]
- Kilencvenizmus. Vissza a 90-es évekbe! (2014)[m 5]
- Békés Márton–Böcskei Balázs: Ki!; L'Harmattan, Budapest, 2015
- Szabadság/harcosok. Hidegháborús írások. Válogatás a Commentary antikommunista írásaiból; vál. Joshua Muravchik, szerk. Békés Márton; Közép- és Kelet-európai Történelem és Társadalom Kutatásáért Közalapítvány, Budapest, 2015
- Gerillaháború. A fegyveres felkelés elmélete és gyakorlata; Közép- és Kelet-európai Történelem és Társadalom Kutatásáért Közalapítvány, Budapest, 2017
- Fordul a szél; Közép- és Kelet-európai Történelem és Társadalom Kutatásáért Közalapítvány, Budapest, 2019
- Békés Márton–Gyarmati István–Takács Tamás Péter: Budapest hegei, Közép- és Kelet-európai Történelem és Társadalom Kutatásáért Közalapítvány, Budapest, 2019
- Kulturális hadviselés – A kulturális hatalom elmélete és gyakorlata; Közép- és Kelet-európai Történelem és Társadalom Kutatásáért Közalapítvány, Budapest, 2020[13]
- Az új világrend 1918-1923; Közép- és Kelet-európai Történelem és Társadalom Kutatásáért Közalapítvány, Budapest, 2020
- A nagy terv – A Soros-birodalom Közép- és Kelet-Európában; szerk. Békés Márton; Közép- és Kelet-európai Történelem és Társadalom Kutatásáért Közalapítvány, Budapest, 2021 (Új idők)
- Tihanyi Jobboldal – Közösség, hagyomány, szabadság; Közép- és Kelet-európai Történelem és Társadalom Kutatásáért Közalapítvány, Budapest, 2022
- Békés Márton–Molnár Tamás: Európa zárójelben; Közép- és Kelet-európai Történelem és Társadalom Kutatásáért Közalapítvány, Budapest, 2022
- Nemzeti blokk – A Nemzeti Együttműködés Rendszere; Közép- és Kelet-európai Történelem és Társadalom Kutatásáért Közalapítvány, Budapest, 2022
- Konzervatív forradalom; Kommentár Alapítvány, Budapest, 2023 (Kommentár könyvek)

## Díjai
- Magyar Arany Érdemkereszt (2021)[14]